# ديبي أرنولد
ديبي أرنولد (بالإنجليزية: Debbie Arnold)‏ هي ممثلة بريطانية، ولدت في 14 يونيو 1955 في سندرلاند في المملكة المتحدة.

## وصلات خارجية
- ديبي أرنولد على موقع IMDb (الإنجليزية)
- ديبي أرنولد على موقع ميوزك برينز (الإنجليزية)
- ديبي أرنولد على موقع قاعدة بيانات الفيلم (الإنجليزية)